# Forstera (spin)
Forstera is een monotypisch geslacht van spinnen uit de  familie van de Cyatholipidae.

## Soort
- Forstera daviesae Forster, 1988